# الرجل المقنع
الرجل ذو القلنسوة (أو ما يعرف ب الرجل على الصندوق )  هي صورة تُظهر سجينًا في سجن أبو غريب بأسلاك متصلة بأصابعه، واقفًا على صندوق ورأسه مغطى بالكامل . صُوّرت الصورة كصورة رمزية لحرب العراق ،  "الصورة المُحددة للفضيحة"   و"رمز للتعذيب في أبو غريب ".  كُشف عن الصورة لأول مرة للجمهور في برنامج 60 دقيقة الثاني على قناة سي بي إس في 28 أبريل 2004، ونُشرت لاحقًا على غلاف عدد 8 مايو 2004 من ' الإيكونوميست ، وكصورة افتتاحية لمجلة النيويوركر  في 10 مايو 2004،   وعلى الصفحة الأولى لصحيفة نيويورك تايمز في 11 مارس 2006.  
تم الإبلاغ في البداية أن الرجل الموجود في الصورة هو علي شلال القيسي   ولكن مجلة Salon.com الإلكترونية أثارت لاحقًا شكوكًا حول هويته.  وتم الإبلاغ لاحقًا أنه على الرغم من أن علي شلال القيسي تم تصويره في وضع مماثل،  فإن الرجل المقنع الحقيقي كان عبده حسين سعد فالح، الملقب بجيليجان.  

## موضوع
الرجل الذي ظهر في الصورة الشهيرة، والذي كان يرتدي غطاء الرأس، أُعلن في البداية أنه علي شلال القيسي. احتُجز علي في سجن أبو غريب لعدة أشهر بين عامي 2003 و2004، حيث تعرض للتعذيب بالكهرباء على يد القوات الأمريكية. أُفرج عنه لاحقًا "على طريق سريع بعيدًا عن أبو غريب" دون توجيه أي تهمة إليه.  وفي وصفه للمشهد المصور، يذكر شلال القيسي أنه كان يقف على صندوق صلب "غير قابل للكسر" بينما كان يتلقى صدمات كهربائية عبر الأسلاك المربوطة بيديه. ويضيف شلال القيسي: "أتذكر أنني عضضت لساني، وشعرت وكأن عيني على وشك الانفلاق. بدأت أنزف من تحت القناع وسقطت أرضًا".  وأضاف: "قال إنه لم يُعطَ بطانية إلا مؤخرًا بعد أن ظل عاريًا لأيام". 
شككت مجلة Salon.com الإلكترونية لاحقًا في هوية الرجل ذي القناع، وذلك بعد "فحصها 280 صورة من سجن أبو غريب، والتي كانت تدرسها لأسابيع، ومقابلة مع مسؤول في قيادة التحقيقات الجنائية بالجيش".  وعقب هذا التحديات ، صرحت صحيفة نيويورك تايمز بأنها ستحقق في القضية.
وأخيرًا، ذكرت الصحيفة أن " علي شلال القيسي أقر بأنه ليس الرجل الموجود في الصورة تحديدًا"، مع أن القيسي ومحاميه يقولون إنه أثناء تعرضه للصعق الكهربائي، صُوِّر في وضع مماثل.  وخلال محادثة هاتفية مع صحيفة نيويورك تايمز ، قال علي شلال القيسي: "أعرف شيئًا واحدًا. كنت أرتدي تلك البطانية، ووقفت على ذلك الصندوق، وقُيِّدت بالأسلاك وتعرضت للصعق الكهربائي".  وورد لاحقًا أن الهوية الحقيقية للرجل ذي القناع هي عبدو حسين سعد فالح، الملقب بـ"جيليجان".   لم يتعرف زعماء القبائل أو مدير مصنع الطوب الواقع في العنوان المذكور في سجلات السجن على الرجل. ولوحظ أن المعتقلين غالبًا ما ينتحلون هويات مزيفة أثناء فترة احتجازهم. 

## استقبال
كُشف النقاب عن الصورة، إلى جانب صور أخرى تُصوّر الإساءة، لأول مرة على الهواء في برنامج "60 دقيقة 2" على قناة سي بي إس في 28 أبريل 2004. ثم ظهرت لاحقًا مع عبارة "استقال يا رامسفيلد " على غلاف مجلة الإيكونوميست البريطانية في 8 مايو 2004،   وكصورة افتتاحية لمقال سيمور هيرش الشهير عن الفضيحة في 10 مايو في مجلة النيويوركر.   كما ظهرت على الصفحة الأولى لصحيفة نيويورك تايمز في 11 مارس 2006.   نُشر تمثيل مُصوّر للصورة على غلاف مجلة ذا نيشن في 26 ديسمبر 2005 بعنوان "عقدة التعذيب". وفي 12 يونيو 2005، نشرت مجلة نيويورك تايمز نسخة أخرى بعنوان "ما لا نتكلم عنه عندما نتكلم عن التعذيب". 
ألبوم "فيرجينز" لعازف موسيقى الأمبينت تيم هيكر لعام ٢٠١٣ يتضمن غلافًا يُشير إلى الصورة. كما يتضمن الألبوم أغنية بعنوان "بخور في أبو غريب".
لم يكن تكرار إعادة إنتاج صورة "الرجل ذو القناع " السبب الوحيد وراء صعودها إلى مكانة رمزية، بل نتج ذلك أيضًا عن تنوع أساليب استخدام صناع الصور لها عبر مختلف الأنواع والوسائط والمواقع. استُخدمت الصورة كنموذج لأغلفة المجلات والرسوم الكاريكاتورية التحريرية، وظهرت في الجداريات والملصقات العامة والمنحوتات، وأُعيد إنتاجها باستخدام مكعبات الليغو، وتم دمجها في المونتاجات واللوحات. 
بعد عقد من نشر صور الرجل ذي القلنسوة، نُشرت العديد من المنشورات حول سجن أبو غريب والحرب على الإرهاب. وقد ألهمت هذه الصور العديد من التعديلات في مختلف الوسائط والأنواع الأدبية، كما تناولت أعمال أدبية بارزة تحليل الصورة وتعديلاتها وأهميتها السياسية. 
قام دبليو جيه تي ميتشل بتحليل صور أبو غريب في كتابه "استنساخ الإرهاب: حرب الصور من الحادي عشر من سبتمبر إلى الوقت الحاضر" .  يُقال إن صورة الرجل المقنع هي إحدى الصور الثلاث الأيقونية من مجموعة أكبر من الصور المسربة من أبو غريب، إلى جانب الصورتين الأخريين "هرم الجثث" و"سجين مقيد". 

## حالات تعذيب مماثلة
لخصت صحيفة دير شبيغل الألمانية إلى أن العديد من السجناء تعرضوا للتعذيب وصُوِّروا بنفس طريقة الرجل المُقنع. ووفقًا للخبراء، استخدمت وكالة المخابرات المركزية هذا النوع من التعذيب لسنوات عديدة . وتشير شهادة الأخصائية سابرينا هارمان من سرية الشرطة العسكرية رقم 372 تحت القسم إلى أن سجينًا واحدًا على الأقل تعرض للتعذيب بأصابع يديه وقدميه وقضيبه. [...] متصلة بالأسلاك"، بينما الرجل ذو القلنسوة سيئ السمعة لديه أسلاك متصلة بأصابعه فقط. يقول المحققون الأمريكيون إن هناك سجناء آخرين، بما في ذلك ستار جابر، الذي يدعي أنه الرجل ذو القلنسوة، قد تعرضوا لنفس أسلوب التعذيب.  في مقابلته مع دير شبيغل ، ذكر علي شلال القيسي اسم شخصين آخرين - شاهين، الملقب بـ "الجوكر" من قبل الجنود الأمريكيين، ورجل يُدعى صدام الراوي - الذين تعرضوا لنفس شكل التعذيب. 